# Jusuf Habibie
Bacharuddin Jusuf Habibie (Parepare, 25 de junho de 1936 - Jacarta, 11 de setembro de 2019) foi um engenheiro e político indonésio que foi presidente da Indonésia de 1998 a 1999. Sucedeu a Suharto que renunciou em 1998, apenas dois meses após sua posse como vice-presidente. Sua presidência é vista como uma transição para a era pós-Suharto. Ao se tornar presidente, ele liberalizou as leis da imprensa e dos partidos políticos da Indonésia e realizou uma eleição democrática antecipada em 1999, que resultou no fim de sua presidência. Sua presidência foi a terceira e a mais curta depois da independência.
Habibie foi casado com Hasri Ainun Habibie, que exerceu a profissão de médica de 12 de maio de 1962 até sua morte, em 22 de maio de 2010. O casal teve dois filhos, Ilham Akbar Habibie e Thareq Kemal Habibie. O irmão de B. J. Habibie, Junus Effendi Habibie, foi embaixador da Indonésia no Reino Unido e na Holanda. Após a morte de sua esposa, Habibie publicou um livro intitulado Habibie & Ainun, que narra seu relacionamento com Hasri Ainun desde o namoro até a morte dela. O livro foi adaptado para um filme com o mesmo nome, lançado em 20 de dezembro de 2012.
Habibie foi internado no hospital Gatot Soebroto Amry em Jacarta no início de setembro, e acabou por morrer de causas naturais em 11 de setembro de 2019, aos 83 anos de idade.